# Herz-Jesu-Kirche (Rheydt)

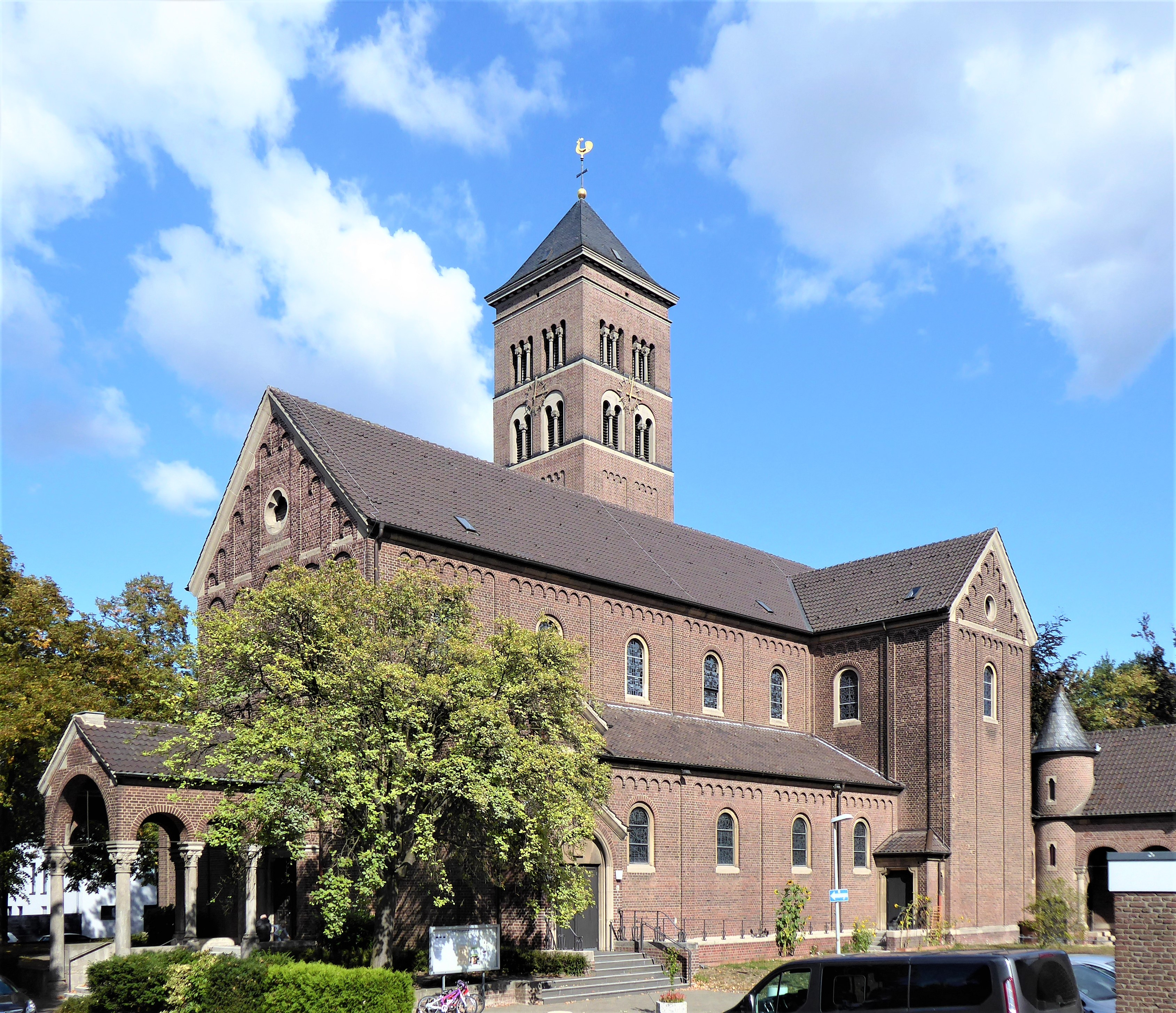
Kirche (2019)

Die römisch-katholische Pfarrkirche Herz-Jesu-Kirche steht im Stadtteil Rheydt in Mönchengladbach (Nordrhein-Westfalen), Pongser Straße 59.
Das Gebäude wurde 1914/17 erbaut. Es wurde unter Nr. P 003 am 15. Juni 1989 in die Denkmalliste der Stadt Mönchengladbach eingetragen.

## Lage
Das Kirchengebäude liegt  östlich der Kreuzung Pongser Straße – Preyerstraße. Die Pongser Str. bindet die Stadtteile Morr und Pongs über die Dahlener Straße an das Stadtzentrum von Rheydt an. Die Kirche stellt mit ihrem markanten Turm ein dominantes, das Straßen- und Stadtbild prägendes Bauwerk dar.

## Architektur
Die Herz-Jesu-Kirche wurde in den Jahren 1914–17 in neoromanischen Formen errichtet. Der Baukörper ist durch Bogenfriese und Gesimse waagerecht gegliedert. Der Turm ist fünfgeschossig und verjüngt sich. Am Längsschiff sind beidseitig Seitenschiffe unter Pultdächern angebaut. Zwischen den südseitigen Querschiff und dem Chor ist der Sakristeibau angefügt.
Als ein für die Bau- und Kunstgeschichte wichtiges und qualitätsvolles Beispiel des rheinischen Kirchenbaus ist das Objekt einschließlich der Begrenzungsmauer aus städtebaulichen, ortsgeschichtlichen und kunsthistorischen Gründen unbedingt erhaltenswert.